# Halothamnus lancifolius
Halothamnus lancifolius es una especie de planta herbácea del género Halothamnus, que ahora está incluido en la familia Amaranthaceae (anteriormente Chenopodiaceae). Es originaria de Asia.

## Descripción
Halothamnus lancifolius es un subarbusto que alcanza un tamaño de hasta 45 cm de alto, con las ramas de color azulado-verdoso y con rayas. Las hojas son planas, poco carnosas, lanceoladas o triangular-lineales y miden hasta 43 mm de longitud y 1,9-4,5 mm de ancho. Las brácteas y bractéolas son planas y lanceoladas. Las flores son de 3,8-4,8 mm de largo con los tépalos lanceolado-ovales, los estigmas son redondeados en la punta. El fruto es alado de 9-14 mm de diámetro. El tubo de la fruta es cilíndrico, su fondo con profundas fosas como surcos, rectos o curvos.

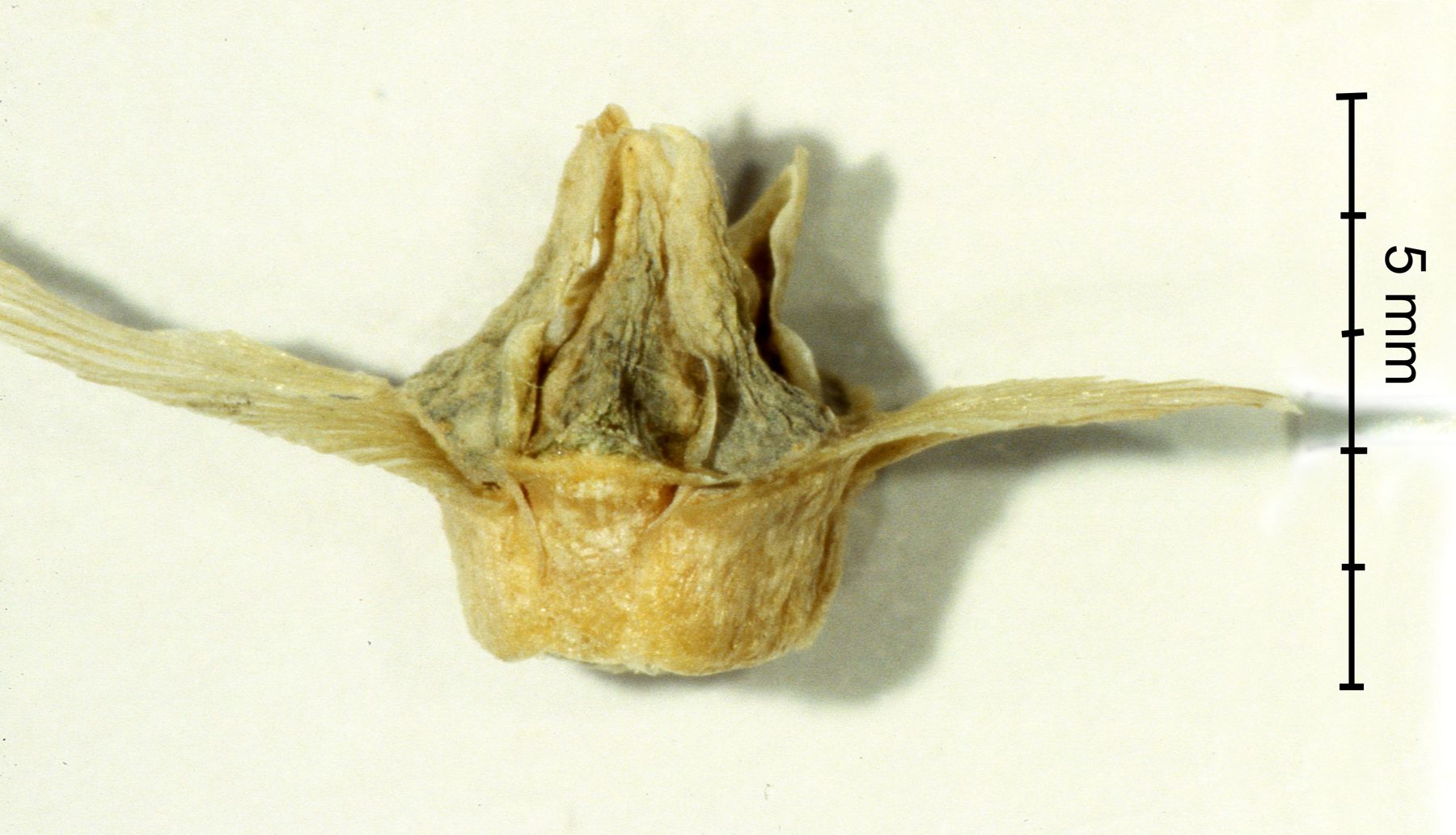
fruto (vista lateral)
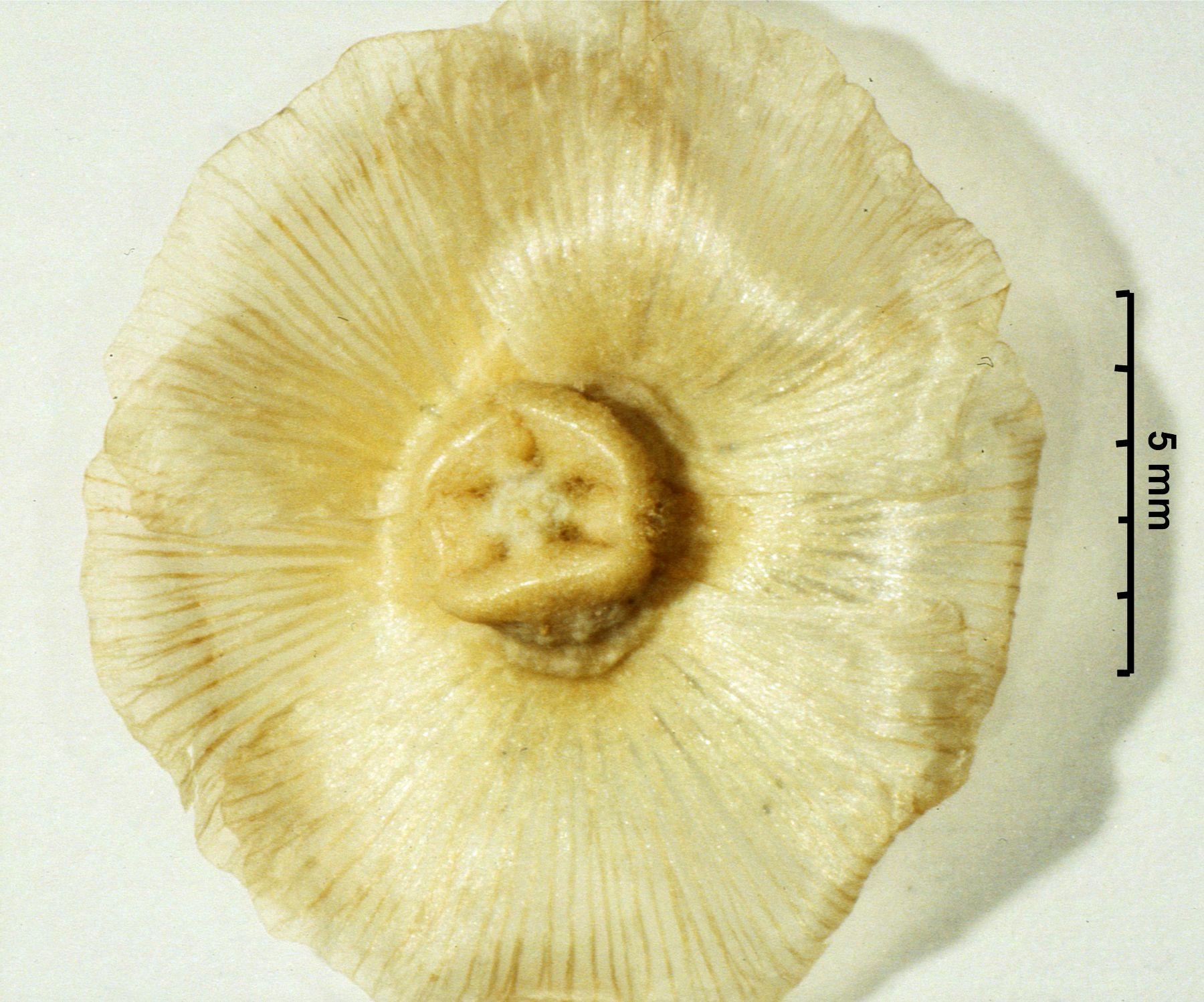
fruto (base)

## Distribución
La distribución de Halothamnus lancifolius cubre Siria, Israel y los Territorios Palestinos, Jordania, el oeste de Irak, Egipto (Sinaí) y el noroeste de Arabia Saudita. Crece en suelos pedregosos, a menudo en suelos salinos, a una altitud de 400 m bajo el nivel del mar hasta los 1500 m sobre el nivel del mar.

## Taxonomía
Halothamnus lancifolius fue descrita por (Boiss.) Kothe-Heinr., y publicado en Bibliotheca Botanica 143: 88, en el año 1993.
Etimología
Halothamnus: nombre genérico que deriva de las palabras griegas  ἅλς  (halo) = "salino" y θαμνος (thamnos) = "arbusto" lo que significa "arbusto de la sal", y se refiere tanto a los lugares de crecimiento a menudo salados, así como la acumulación de sal en las plantas.
lancifolius: epíteto latino  que significa "con hojas en forma de lanza.
Sinonimia
- Caroxylon lancifolium Boiss.
- Salsola lancifolia (Boiss.) Boiss.
- Aellenia lancifolia (Boiss.) Ulbr.
- Aellenia glauca (Bieb.) Aellen ssp. lancifolia (Boiss.) Aellen
- Aellenia lancifolia (Boiss.) Aellen, nom.inval.